# 家、建てます!
『家、建てます!（いえたてます）』とは、UNDERGROUND CAMPAIGN（アンダーグラウンドキャンペーン）制作の、恋愛要素を含む成人向けゲイのアドベンチャーゲームである。

## 概要
注文された家を建てる為に、東京から離れた港町へやって来た新人大工の活躍を描く物語。町の人々や同僚、オーナー一家との交流でゲーム展開は様々な方向に進む事になり、場合によっては前作『ウツロガミ』以上に男性同士（＋α）の過激でインモラルな世界が展開される。
過激な描写以外にも、ゲイとしての純愛やバイセクシャルを含めたゲイの生活等、実際にゲイが直面する部分に触れる事も多い。
後日談を含めたCD付き資料設定集である『家、建てます！ファンブック』も発売された。

## 関連事項
- ゲイ向けゲーム